# Terminalia papuana
Terminalia papuana är en tvåhjärtbladig växtart som beskrevs av Arthur Wallis Exell. Terminalia papuana ingår i släktet Terminalia och familjen Combretaceae. Inga underarter finns listade i Catalogue of Life.